# اچ‌ام‌اس موهاک (۱۸۸۶)
اچ‌ام‌اس موهاک (۱۸۸۶) (به انگلیسی: HMS Mohawk (1886)) یک کشتی بود. این کشتی در سال ۱۸۸۶ ساخته شد.